# Бейсембаев, Гани Бектаевич
Гани Бектаевич Бейсембаев (каз. Ғани Бектайұлы Бейсенбаев; род. 3 июня 1969, Кызылординская область, Казахская ССР, СССР) — казахстанский государственный и политический деятель. Министр просвещения Республики Казахстан с 4 января 2023 года.

## Биография
Окончил Алматинский государственный университет им. Абая, Доктор философии и психологии.
В 1989—1995 годах работал учителем казахского языка, заместителем директора по учебно-воспитательной работе СШ №14 Талгарского района Алматинской области.
В 1995—1997 годах — директор СШ №12 Илийского района Алматинской области.
В 1997—2000 годах являлся учёным секретарем, советником Казахской академии образования имени Ы. Алтынсарина.
В 2000—2001 годах руководил Отделом образования г. Капшагай Алматинской области.
В 2001—2006 годах работал директором ТОО «Международный центр дополнительного образования».
В 2006—2007 годах — директор Технико-экономического колледжа Алматинского технологического университета.
В 2007—2020 годах — генеральный директор Международного центра образования «Edtech-kz».
В 2020 году назначен директором Республиканского научно-практического центра «Учебник» Министерства образования и науки РК.
В 2020—2022 годах — президент Национальной академии образования имени Ы. Алтынсарина.
С марта по август 2022 года — вице-министр образования и науки РК.
С августа 2022 года — вице-министр просвещения РК.
С 4 января 2023 года — министр просвещения Республики Казахстан. 4 апреля 2023 года и 6 февраля 2024 года переназначен министром просвещения.